# كلاسيكو الترجي الرياضي التونسي والنجم الرياضي الساحلي
يعرض هذا المقال الكلاسيكو التاريخي بين الترجي الرياضي التونسي والنجم الرياضي الساحلي.
البطولة التونسية
- مقابلات : 123
- فوز الترجي : 46
- فوز النجم الساحلي : 40
- تعادلات : 38

كأس تونس
- مقابلات : 24
- فوز الترجي : 10
- فوز النجم الساحلي : 11
- تعادلات : 3

دوري أبطال أفريقيا
- مقابلات : 4
- فوز الترجي : 2
- فوز النجم الساحلي : 0
- تعادلات : 2

كأس الكونفيدرالية الأفريقية
- مقابلات : 6
- فوز الترجي : 0
- فوز النجم الساحلي : 5
- تعادلات : 1

## الرابطة التونسية المحترفة الأولى لكرة القدم

### قبل الاستقلال
التقى الفريقان للمرة الأولى في البطولة موسم 1944-1945. انتهت مباراتهم الأولى بالتعادل 0-0. ومنذ ذالك الحين يلعبان مباراتهما بانتظام بإستثناء موسم 1961-1962 حيث تم حل النجم الرياضي الساحلي.
- 1945 : الترجي الرياضي التونسي - النجم الرياضي الساحلي 0-0
- 1945 : النجم الرياضي الساحلي - الترجي الرياضي التونسي 1-2
- 1947 : النجم الرياضي الساحلي - الترجي الرياضي التونسي 0-1
- 1947 : الترجي الرياضي التونسي - النجم الرياضي الساحلي 2-0
- 1948 : الترجي الرياضي التونسي - النجم الرياضي الساحلي 1-1
- 1948 : النجم الرياضي الساحلي - الترجي الرياضي التونسي 1-0
- 1949 : النجم الرياضي الساحلي - الترجي الرياضي التونسي 4-0
- 1949 : الترجي الرياضي التونسي - النجم الرياضي الساحلي 2-0
- 1950 : الترجي الرياضي التونسي - النجم الرياضي الساحلي 0-3
- 1950 : النجم الرياضي الساحلي - الترجي الرياضي التونسي 6-2
- 1951 : الترجي الرياضي التونسي - النجم الرياضي الساحلي 1-1
- 1951 : النجم الرياضي الساحلي - الترجي الرياضي التونسي 1-0

### بعد الاستقلال
- 1956 : النجم الرياضي الساحلي - الترجي الرياضي التونسي 2-1
- 1956 : الترجي الرياضي التونسي - النجم الرياضي الساحلي 1-0
- 1957 : الترجي الرياضي التونسي - النجم الرياضي الساحلي 3-1
- 1957 : النجم الرياضي الساحلي - الترجي الرياضي التونسي 1-0
- 1958 : الترجي الرياضي التونسي - النجم الرياضي الساحلي 2-3
- 1958 : النجم الرياضي الساحلي - الترجي الرياضي التونسي 2-1
- 1959 : النجم الرياضي الساحلي - الترجي الرياضي التونسي 1-2
- 1959 : الترجي الرياضي التونسي - النجم الرياضي الساحلي 1-1
- 1960 : الترجي الرياضي التونسي - النجم الرياضي الساحلي 3-1
- 1960 : النجم الرياضي الساحلي - الترجي الرياضي التونسي 1-2
- 1961 : الترجي الرياضي التونسي - النجم الرياضي الساحلي 1-0
- 1961 : النجم الرياضي الساحلي - الترجي الرياضي التونسي 1-0
- 1963 : النجم الرياضي الساحلي - الترجي الرياضي التونسي 2-1
- 1963 : الترجي الرياضي التونسي - النجم الرياضي الساحلي 1-2
- 1964 : النجم الرياضي الساحلي - الترجي الرياضي التونسي 1-0
- 1964 : الترجي الرياضي التونسي - النجم الرياضي الساحلي 1-1
- 1965 : الترجي الرياضي التونسي - النجم الرياضي الساحلي 0-1
- 1965 : النجم الرياضي الساحلي - الترجي الرياضي التونسي 0-1
- 1966 : النجم الرياضي الساحلي - الترجي الرياضي التونسي 2-1
- 1966 : الترجي الرياضي التونسي - النجم الرياضي الساحلي 0-1
- 1967 : النجم الرياضي الساحلي - الترجي الرياضي التونسي 1-1
- 1967 : الترجي الرياضي التونسي - النجم الرياضي الساحلي 3-1
- 1968 : الترجي الرياضي التونسي - النجم الرياضي الساحلي 0-0
- 1968 : النجم الرياضي الساحلي - الترجي الرياضي التونسي 1-1
- 1969 : الترجي الرياضي التونسي - النجم الرياضي الساحلي 1-3
- 1969 : النجم الرياضي الساحلي - الترجي الرياضي التونسي 1-1
- 1970 : الترجي الرياضي التونسي - النجم الرياضي الساحلي 1-0
- 1970 : النجم الرياضي الساحلي - الترجي الرياضي التونسي 2-1
- 1971 : النجم الرياضي الساحلي - الترجي الرياضي التونسي 1-0
- 1971 : الترجي الرياضي التونسي - النجم الرياضي الساحلي 1-0
- 1972 : النجم الرياضي الساحلي - الترجي الرياضي التونسي 2-0
- 1972 : الترجي الرياضي التونسي - النجم الرياضي الساحلي 0-1
- 1973 : الترجي الرياضي التونسي - النجم الرياضي الساحلي 1-1
- 1973 : النجم الرياضي الساحلي - الترجي الرياضي التونسي 2-1
- 1974 : الترجي الرياضي التونسي - النجم الرياضي الساحلي 0-2
- 1974 : النجم الرياضي الساحلي - الترجي الرياضي التونسي 2-3
- 1975 : النجم الرياضي الساحلي - الترجي الرياضي التونسي 2-1
- 1975 : الترجي الرياضي التونسي - النجم الرياضي الساحلي 2-1
- 1976 : الترجي الرياضي التونسي - النجم الرياضي الساحلي 2-1
- 1976 : النجم الرياضي الساحلي - الترجي الرياضي التونسي 1-1
- 1976 : النجم الرياضي الساحلي - الترجي الرياضي التونسي 0-1
- 1976 : الترجي الرياضي التونسي - النجم الرياضي الساحلي 1-1
- 1977 : النجم الرياضي الساحلي - الترجي الرياضي التونسي 1-0
- 1977 : الترجي الرياضي التونسي - النجم الرياضي الساحلي 1-1
- 1978 : النجم الرياضي الساحلي - الترجي الرياضي التونسي 1-1
- 1978 : الترجي الرياضي التونسي - النجم الرياضي الساحلي 1-1
- 1979 : الترجي الرياضي التونسي - النجم الرياضي الساحلي 3-1
- 1979 : النجم الرياضي الساحلي - الترجي الرياضي التونسي 2-0
- 1980 : النجم الرياضي الساحلي - الترجي الرياضي التونسي 2-1
- 1980 : الترجي الرياضي التونسي - النجم الرياضي الساحلي 2-1
- 1981 : النجم الرياضي الساحلي - الترجي الرياضي التونسي 0-1
- 1981 : الترجي الرياضي التونسي - النجم الرياضي الساحلي 1-1
- 1982 : النجم الرياضي الساحلي - الترجي الرياضي التونسي 0-0
- 1982 : النجم الرياضي الساحلي - الترجي الرياضي التونسي 0-2
- 1983 : الترجي الرياضي التونسي - النجم الرياضي الساحلي 1-0
- 1983 : النجم الرياضي الساحلي - الترجي الرياضي التونسي 2-1
- 1984 : النجم الرياضي الساحلي - الترجي الرياضي التونسي 2-0
- 1984 : الترجي الرياضي التونسي - النجم الرياضي الساحلي 1-0
- 1985 : النجم الرياضي الساحلي - الترجي الرياضي التونسي 0-1
- 1985 : الترجي الرياضي التونسي - النجم الرياضي الساحلي 1-0
- 1986 : النجم الرياضي الساحلي - الترجي الرياضي التونسي 1-1
- 1986 : الترجي الرياضي التونسي - النجم الرياضي الساحلي 0-0
- 1987 : النجم الرياضي الساحلي - الترجي الرياضي التونسي 1-1
- 1987 : الترجي الرياضي التونسي - النجم الرياضي الساحلي 0-0
- 1988 : النجم الرياضي الساحلي - الترجي الرياضي التونسي 0-2
- 1988 : الترجي الرياضي التونسي - النجم الرياضي الساحلي 3-1
- 1989 : الترجي الرياضي التونسي - النجم الرياضي الساحلي 1-0
- 1989 : النجم الرياضي الساحلي - الترجي الرياضي التونسي 1-1
- 1990 : الترجي الرياضي التونسي - النجم الرياضي الساحلي 1-1
- 1990 : النجم الرياضي الساحلي - الترجي الرياضي التونسي 0-0
- 1991 : الترجي الرياضي التونسي - النجم الرياضي الساحلي 1-1
- 1991 : النجم الرياضي الساحلي - الترجي الرياضي التونسي 1-0
- 1992 : النجم الرياضي الساحلي - الترجي الرياضي التونسي 1-0
- 1992 : الترجي الرياضي التونسي - النجم الرياضي الساحلي 1-1
- 1993 : النجم الرياضي الساحلي - الترجي الرياضي التونسي 1-2
- 1993 : الترجي الرياضي التونسي - النجم الرياضي الساحلي 1-2
- 1994 : النجم الرياضي الساحلي - الترجي الرياضي التونسي 0-2
- 1994 : الترجي الرياضي التونسي - النجم الرياضي الساحلي 1-0
- 1995 : الترجي الرياضي التونسي - النجم الرياضي الساحلي 3-1
- 1995 : النجم الرياضي الساحلي - الترجي الرياضي التونسي 1-0
- 1996 : الترجي الرياضي التونسي - النجم الرياضي الساحلي 0-0
- 1996 : النجم الرياضي الساحلي - الترجي الرياضي التونسي 2-1
- 1997 : الترجي الرياضي التونسي - النجم الرياضي الساحلي 0-3
- 1997 : النجم الرياضي الساحلي - الترجي الرياضي التونسي 0-0
- 1998 : الترجي الرياضي التونسي - النجم الرياضي الساحلي 2-0
- 1998 : النجم الرياضي الساحلي - الترجي الرياضي التونسي 0-1
- 1999 : النجم الرياضي الساحلي - الترجي الرياضي التونسي 0-2
- 1999 : الترجي الرياضي التونسي - النجم الرياضي الساحلي 0-0
- 1999 : الترجي الرياضي التونسي - النجم الرياضي الساحلي 2-1
- 1999 : النجم الرياضي الساحلي - الترجي الرياضي التونسي 1-1
- 2000 : الترجي الرياضي التونسي - النجم الرياضي الساحلي 3-1
- 2000 : النجم الرياضي الساحلي - الترجي الرياضي التونسي 0-0
- 2001 : النجم الرياضي الساحلي - الترجي الرياضي التونسي 0-0
- 2001 : الترجي الرياضي التونسي - النجم الرياضي الساحلي 2-1
- 2002 : النجم الرياضي الساحلي - الترجي الرياضي التونسي 2-0
- 2002 : الترجي الرياضي التونسي - النجم الرياضي الساحلي 3-2
- 2003 : الترجي الرياضي التونسي - النجم الرياضي الساحلي 2-1
- 2003 : النجم الرياضي الساحلي - الترجي الرياضي التونسي 0-0
- 2004 : الترجي الرياضي التونسي - النجم الرياضي الساحلي 1-0
- 2004 : النجم الرياضي الساحلي - الترجي الرياضي التونسي 2-1
- 2005 : الترجي الرياضي التونسي - النجم الرياضي الساحلي 0-0
- 2005 : النجم الرياضي الساحلي - الترجي الرياضي التونسي 0-0
- 2006 : الترجي الرياضي التونسي - النجم الرياضي الساحلي 1-2
- 2006 : النجم الرياضي الساحلي - الترجي الرياضي التونسي 2-1
- 2007 : الترجي الرياضي التونسي - النجم الرياضي الساحلي 1-0
- 2007 : النجم الرياضي الساحلي - الترجي الرياضي التونسي 3-1
- 2008 : الترجي الرياضي التونسي - النجم الرياضي الساحلي 0-2
- 2008 : النجم الرياضي الساحلي - الترجي الرياضي التونسي 1-0
- 2009 : النجم الرياضي الساحلي - الترجي الرياضي التونسي 0-1
- 2009 : الترجي الرياضي التونسي - النجم الرياضي الساحلي 4-1
- 2010 : النجم الرياضي الساحلي - الترجي الرياضي التونسي 0-1
- 2010 : الترجي الرياضي التونسي - النجم الرياضي الساحلي 0-0
- 2011 : الترجي الرياضي التونسي - النجم الرياضي الساحلي 0-0
- 2011 : النجم الرياضي الساحلي - الترجي الرياضي التونسي 5-1
- 2012 : الترجي الرياضي التونسي - النجم الرياضي الساحلي 1-0
- 2012 : النجم الرياضي الساحلي - الترجي الرياضي التونسي 0-2
- 2013 : النجم الرياضي الساحلي - الترجي الرياضي التونسي 1-0
- 2013 : الترجي الرياضي التونسي - النجم الرياضي الساحلي 1-0
- 2014 : الترجي الرياضي التونسي - النجم الرياضي الساحلي 2-2
- 2014 : النجم الرياضي الساحلي - الترجي الرياضي التونسي 0-0
- 2015 : الترجي الرياضي التونسي - النجم الرياضي الساحلي 1-0
- 2015 : النجم الرياضي الساحلي - الترجي الرياضي التونسي 1-1
- 2016 : النجم الرياضي الساحلي - الترجي الرياضي التونسي 3-0
- 2016 : الترجي الرياضي التونسي - النجم الرياضي الساحلي 2-2
- 2017 : النجم الرياضي الساحلي - الترجي الرياضي التونسي 1-1
- 2017 : الترجي الرياضي التونسي - النجم الرياضي الساحلي 3-0
- 2017 : النجم الرياضي الساحلي - الترجي الرياضي التونسي 0-0
- 2018 : الترجي الرياضي التونسي - النجم الرياضي الساحلي 3-2

## كأس تونس
| جزء من مقالات |
| كلاسيكو تونس |
| --- |
| - النادي الإفريقي ضد النجم الساحلي - النادي الإفريقي ضد النادي الصفاقسي - الترجي الرياضي ضد النجم الساحلي - الترجي الرياضي ضد النادي الصفاقسي - النجم الساحلي ضد النادي الصفاقسي |

- النهائي 1957 : الترجي الرياضي التونسي - النجم الرياضي الساحلي 2-1
- الربع النهائي 1958 : النجم الرياضي الساحلي - الترجي الرياضي التونسي 2-0
- النهائي 1959 (ذهاب) : الترجي الرياضي التونسي - النجم الرياضي الساحلي 2-2
- النهائي 1959 (إياب) : النجم الرياضي الساحلي - الترجي الرياضي التونسي 3-2
- دور الـ16 1960 : النجم الرياضي الساحلي - الترجي الرياضي التونسي 2-1
- الربع النهائي 1961 : الترجي الرياضي التونسي - النجم الرياضي الساحلي 2-0
- دور الـ16 1963 : النجم الرياضي الساحلي - الترجي الرياضي التونسي 1-0
- النصف النهائي 1971 (ذهاب) : الترجي الرياضي التونسي - النجم الرياضي الساحلي 0-0
- النصف النهائي 1971 (إياب) : النجم الرياضي الساحلي - الترجي الرياضي التونسي 1-1 ; النجم الساحلي ترشح بعدد الركنيات.
- النصف النهائي 1974 (ذهاب) : الترجي الرياضي التونسي - النجم الرياضي الساحلي 1-1
- النصف النهائي 1974 (إياب) : النجم الرياضي الساحلي - الترجي الرياضي التونسي 4-2
- الثمن النهائي 1975 : النجم الرياضي الساحلي - الترجي الرياضي التونسي 2-0
- دور الـ16 1986 : الترجي الرياضي التونسي - النجم الرياضي الساحلي 1-0
- النصف النهائي 1989 : الترجي الرياضي التونسي - النجم الرياضي الساحلي 1-0
- النهائي 1991 : الترجي الرياضي التونسي - النجم الرياضي الساحلي 2-1
- النصف النهائي 1994 : النجم الرياضي الساحلي - الترجي الرياضي التونسي 1-0
- النصف النهائي 1996 : النجم الرياضي الساحلي - الترجي الرياضي التونسي 2-0
- النصف النهائي 2001 : النجم الرياضي الساحلي - الترجي الرياضي التونسي 1-1 ; النجم الساحلي ترشح بالركلات الترجيحية (7-6)
- الربع النهائي 2003 : الترجي الرياضي التونسي - النجم الرياضي الساحلي 1-0
- النصف النهائي 2004 :الترجي الرياضي التونسي - النجم الرياضي الساحلي 0-0 ; الترجي ترشح بالركلات الترجيحية (4-3)
- الثمن النهائي 2005 :الترجي الرياضي التونسي - النجم الرياضي الساحلي 1-1 ; الترجي ترشح بالركلات الترجيحية
- النهائي 2008 : الترجي الرياضي التونسي - النجم الرياضي الساحلي 2-1
- الربع النهائي 2009 : الترجي الرياضي التونسي - النجم الرياضي الساحلي 1-0
- النهائي 2011 : الترجي الرياضي التونسي - النجم الرياضي الساحلي 1-0
- الربع النهائي 2016 : النجم الرياضي الساحلي - الترجي الرياضي التونسي 0-1

## دوري أبطال أفريقيا
- دور المجموعات 2005 : النجم الرياضي الساحلي - الترجي الرياضي التونسي 0-0
- دور المجموعات 2005 : الترجي الرياضي التونسي - النجم الرياضي الساحلي 1-1
- دور المجموعات 2012 : الترجي الرياضي التونسي - النجم الرياضي الساحلي 1-0
- دور المجموعات 2012 : النجم الرياضي الساحلي - الترجي الرياضي التونسي 0-2

## كأس الكونفيدرالية الأفريقية
- دور المجموعات 2006 : النجم الرياضي الساحلي - الترجي الرياضي التونسي 1-0
- دور المجموعات 2006 : الترجي الرياضي التونسي - النجم الرياضي الساحلي 1-3
- ذهاب الدور التأهيلي 2008 : النجم الرياضي الساحلي - الترجي الرياضي التونسي 2-0
- إياب الدور التأهيلي 2008 : الترجي الرياضي التونسي - النجم الرياضي الساحلي 0-0
- دور المجموعات 2015 : الترجي الرياضي التونسي - النجم الرياضي الساحلي 0-1
- دور المجموعات 2015 : النجم الرياضي الساحلي - الترجي الرياضي التونسي 2-1

## إحصائيات
| المنافسة                    | مقابلات | فوز الترجي | التعادل | فوز النجم الساحلي |
| --------------------------- | ------- | ---------- | ------- | ----------------- |
| قبل الاستقلال (1944-1956)   | 16      | 7          | 4       | 5                 |
| البطولة التونسية            | 121     | 45         | 39      | 37                |
| كأس تونس                    | 25      | 12         | 3       | 10                |
| دوري أبطال أفريقيا          | 4       | 2          | 2       | 0                 |
| كأس الكونفيدرالية الأفريقية | 6       | 0          | 1       | 5                 |
| المجموع                     | 172     | 66         | 49      | 57                |